# Prolativus
Prolativus – jeden z przypadków w deklinacji występujący przede wszystkim w językach ugrofińskich. Oznacza stosunek desygnatu względem ruchu, bądź sposób, w jaki desygnat pokonuje daną drogę. Może również być określeniem sposobu, wyrażającym w jaki należy wykonać czynność określoną w orzeczeniu zdania. Obecnie w zaniku, rzadko tworzy nowe wyrazy, występuje głównie w utartych formach, ok. 60 jednostek leksykalnych.

## Język fiński
Prolativus tworzy się przez dodanie końcówki -tse do rdzenia wyrazu na stopie słabej.
- meritse - morzem, przez morze
- puhelimitse - przez telefon
- ohitse - obok (wyraz występuje często w funkcji poimka hän meni talon ohitse - przeszedł obok domu)

Prolativus zazwyczaj tworzy się od formy liczby mnogiej wyrazu, nawet jeśli używany jest w znaczeniu liczby pojedynczej.